# آق‌قلعه (تکاب)
آق‌قلعه، روستایی از توابع بخش مرکزی شهرستان تکاب در استان آذربایجان غربی ایران است.
مردم روستا کرد زبان هستند و گویش آنها کردی سورانی است و نام روستا در اصل قلاچرمو است که معنی آن در لغت فارسی سفید قلعه ترجمه میشود .
تاریخ مختصر:
روستای قلاچرمو(آق قلعه) در طول تاریخ تا کنون دو بار تغییر مکان داده است ، که گمان میرود اول در مکانی که الان به آنجا (چم قلاچرمو) میگویند مستقر بوده و در آن محدوده باستانی می زیستند که تا جایی که شواهد نشان میدهد آنجا یک شهر کوچکی وجود داشته است ، آنجا از نظر جغرافیایی محدوده ای سیل خیز است که میتواند دلیل نابودی و تخلیه آنجا باشد . 
بعد از تخلیه آنجا کمی بالا تر مهاجرت کردن که الان در گویش محلی به آنجا (ده کون) میگویند به معنی ده قدیمی ، باقی مانده آثار آنجا تا چند دهه پیش باقی مانده بود که الا دیگر آثاری باقی نمانده است ، خاک آن منطقه بسیار سفید است و به گفته بزرگان روستا قلعه ها و برجک های به رنگ سفید وجود داشته که میتواند دلیل نام روستا باشد 
بعد ها به دلیل های آب و هوایی و خشک شدن چشمه های اطراف روستا و شور شدن تنها چشمه باقی مانده و پیدا شدن چندین چشمه در آن طرف کوه سه باره دست به نقل مکان زدند و کمی بالا تر مهاجرت کردند و تا کنون در آنجا مستقر مانده اند.

## جمعیت
این روستا در دهستان انصار قرار دارد و براساس سرشماری مرکز آمار ایران در سال ۱۳۸۵، جمعیت آن ۲۶۴ نفر (۴۶ خانوار) بوده‌است.